# Dalfsen
Dalfsen ((nederlandsk: ( hør)) (Nedersaksisk: Dalsen) er en by i provinsen Overijssel i Nederlandene.
Dalfsen Kommune omfatter bl.a. byen Nieuwleusen. Det var en selvstændig kommune indtil 1. januar 2001.
Dalfsen Kommune tæller godt 27.000 indbyggere (1. april 2011, på et areal af 166,50 kvadratkilometer.
Byen Dalfsen ligger ved floden Vecht.
Regionen omkring Dalfsen kaldes Salland. Naboregionen i syd er Twente.
Der tales nederlandsk og nedersaksisk.